# Ганс ван ден Брук
Анрі «Ганс» ван ден Брук (нід. Henri "Hans" van den Broek; 11 грудня 1936, Париж, Франція — 22 лютого 2025) — нідерландський політик. Міністр закордонних справ Нідерландів з 1982 до 1993, Європейський комісар з питань зовнішніх відносин та Європейської політики сусідства з 1993 до 1999. Член Християнсько-демократичного заклику.

## Освіта
Отримав ступінь магістра права Утрехтського університету.

## Кар'єра
До початку політичної діяльності був юристом юридичної фірми в Роттердамі з 1965 до 1968. Після цього він працював протягом восьми років, до 1976 року, у транснаціональній хімічній компанії Akzo (нині Akzo Nobel як виконавчий секретар, член правління та комерційний директор.